# A Revolutionary Romance (film 1913)
A Revolutionary Romance è un cortometraggio muto del 1913 scritto e diretto da Colin Campbell.

## Produzione
Il film fu prodotto dalla Selig Polyscope Company.

## Distribuzione
Distribuito dalla General Film Company, il film - un cortometraggio di una bobina - uscì nelle sale cinematografiche statunitensi il 16 gennaio 1913. Il 17 aprile dello stesso anno venne distribuito anche nel Regno Unito.